# Coscinia melanopterina
Coscinia melanopterina là một loài bướm đêm thuộc phân họ Arctiinae, họ Erebidae.